# Hippodrome de Cano
L'Hippodrome André-Cadoret de Cano plus connu sous le nom d' hippodrome de Cano est un hippodrome qui se situe sur le territoire de la commune française de Séné, près de Vannes, dans le Morbihan, Bretagne.

## Histoire
La Société des courses de Vannes, doyenne des sociétés des courses du Morbihan, est née en 1842. Entre 1987 et 1995, les courses sont disputées sur Pontivy et Questembert (hippodrome du Resto) mais elles reviennent en 1996 à la suite d'importants travaux d'aménagement et grâce à un arrêt du Conseil d'État qui met fin à une procédure en contentieux engagée en 1991 par le Ministère de l'Agriculture.

## Équipements
La piste de l'hippodrome est en herbe et mesure 1 840 m de longueur pour une largeur de 20 m. La ligne droite mesure 400 m. La corde est à droite.

## Projets
Une piste de steeple située en parallèle de la liste de plat pourrait voir le jour d'ici 2015. Cette piste de 2 000 m de long serait équipé d'obstacles : rivière, haies et barres. Un second projet envisagé est celui de la création du club-house pour la société des courses de Vannes.